# Werner Meyer-Eppler
Werner Meyer-Eppler (* 30. April 1913 in Antwerpen; † 8. Juli 1960 in Bonn) war ein deutscher Physiker, Informationstheoretiker, Kommunikationsforscher, Phonetiker und Wegbereiter der elektronischen Musik.

## Leben
Meyer-Eppler studierte an der Universität zu Köln und der Universität Bonn Physik und wurde am 22. Februar 1939 in Bonn in Physik promoviert und blieb bis zum 31. Dezember 1945 Assistent am physikalischen Institut in Bonn. Am 16. September 1942 habilitierte er sich an der mathematisch-naturwissenschaftlichen Fakultät ebenda. Gleich nach dem Krieg informierte er sich über den Stand der Forschung in den USA. Bereits 1947 wechselte er zum phonetischen Institut der philosophischen Fakultät, wo er am 1. April 1949 offiziell wissenschaftlicher Assistent wurde. Er veröffentlichte Aufsätze zur synthetischen Spracherzeugung und stellte die amerikanischen Erfindungen wie den Voder, den Vocoder und das Visible-Speech-Gerät (Sound Spectrograph) vor. Er war Mitentwickler des Elektrolarynx, welcher als Kehlkopfersatz von Totalkehlkopfoperierten verwendet wird. 1952 erhielt er eine weitere Lehrerlaubnis, diesmal für Phonetik und Kommunikationsforschung. 1954 erhielt er eine Einladung zur Mitgliedschaft im französischen Komitee für Phonetik und Sprachlehre. 1956 bekam er eine Diätendozentur, 1957 eine außerplanmäßige Professur. 1957 wurde er Lehrstuhlinhaber für Phonetik und Kommunikationsforschung. 1959 veröffentlichte Meyer-Eppler sein Hauptwerk "Grundlagen und Anwendungen der Informationstheorie". Am 8. Juli 1960 verstarb Meyer-Eppler an den Folgen einer chronischen Nierenerkrankung.

## Wirken
Durch seine Forschungen kam Meyer-Eppler als einer der ganz wenigen Menschen schon während des Zweiten Weltkriegs mit den Techniken der elektronischen Klangsynthese in Berührung, denn er hatte Zugriff auf neueste Technik, wie etwa das Magnetophon. In seinen Veröffentlichungen erscheint zum ersten Mal der Begriff elektronische Musik in der deutschen Sprache.
Er hielt viele Vorträge über elektronische Klangerzeugung und Elektronische Musik bei den Darmstädter Ferienkursen für Neue Musik und später im Radio. Dadurch interessierten sich Musiker wie Herbert Eimert und Robert Beyer für die neuen Möglichkeiten. In dieser Folge entstand das erste Studio für Elektronische Musik des NWDR, Meyer-Eppler hatte hier wesentlichen Anteil. Gerade weil er nicht Insider in der Musikszene war, konnte er treffend über die Schwierigkeiten des Musikbetriebes urteilen. Sein Gegenvorschlag war die Elektronische Musik. Weil aber die Trivialisierung elektronischer Mittel in der Musik vorhersehbar war, stellte er strenge Anforderungen: "Musik ist nicht schon dann "elektronisch" zu nennen, wenn sie sich elektronischer Hilfsmittel bedient, da es hierzu keineswegs genügt, die bereits vorhandene Tonwelt oder gar eine bestehende Musik ins Elektroakustische zu übertragen." Zu seinen Studenten gehörten bekannte Musiker wie Karlheinz Stockhausen, andere wie Werner Kaegi haben nur seine Schriften und Vorträge rezipiert. Das Denken – auch das musikalische – einer Generation wurde dadurch entscheidend beeinflusst. Meyer-Eppler erreichte Wirkung weit über den engen Kreis der Fachleute hinaus.

## Schriften
- Elektrische Klangerzeugung: Elektronische Musik und synthetische Sprache. Ferdinand Dümmlers, Bonn 1949
- Elektronische Kompositionstechnik, in: Melos 1 (1953), S. 5–9 (Volltext)
- Statistische und psychologische Klangprobleme (Die Reihe; 1: Elektronische Musik), 1955. Auch englisch unter dem Titel Statistic and Psychologic Problems of Sound, 1958.
- Grundlagen und Anwendungen der Informationstheorie. Kommunikation und Kybernetik in Einzeldarstellungen. Band 1. Springer-Verlag, Berlin 1959. 2. Auflage, hrsg. von Georg Heike und K. Löhn. Springer, Berlin u. a. 1969